# Бесшумная команда
«Бесшумная команда» (англ. The Silent Command) — немой американский драматический фильм 1923 года режиссёра Дж. Гордона Эдвардса. Является первым американским фильмом в карьере Белы Лугоши. Сценарий фильма написан Энтони Полом Келли по рассказу Руфуса Кинга. Также главные роли исполнили Эдмунд Лоу, Альма Телп и Марта Мэнсфилд. В фильме рассказывается история Бенедикта Хисстона (Лугоши), который участвует в заговоре с целью уничтожения Панамского канала. Поначалу не сумев получить необходимые разведданные от Ричарда Декатура (Лоу), капитана ВМС США, он прибегает к помощи роковой женщины Пег Уильямс (Мэнсфилд).
Фильм был снят в сотрудничестве с военно-морскими силами и задумывался как пропагандистский, призванный стимулировать поддержку увеличения военно-морского флота. Фильм был показан на открытии нескольких кинотеатров Fox Theatres и иногда рекламировался в связи с кампаниями по вербовке в военно-морские силы. Фильм получил в целом положительные отзывы от современников, хотя сегодняшние кинокритики считают его посредственным.
Фильм «Бесшумная команда» положил начало карьере Лугоши в американской киноиндустрии. В отличие от большинства фильмов Fox Film эпохи немого кино, сохранилось несколько копий фильма. Он был выпущен в нескольких форматах для домашнего видео и сейчас является общественным достоянием и доступен в Интернете.

## Сюжет
Капитан Декатур был отличным морским офицером, которому были доверены важные национальные секреты о Панамском канале. Кроме того, он был порядочным и любящим семьянином, у них с супругой было двое детей. Но Декатур становится жертвой Бенедикта Хисстона, иностранного агента, участника заговора с целью уничтожения Панамского канала и Атлантического флота ВМС США. Хисстон пытается получить информацию о постановке мин в зоне канала у капитана Ричарда Декатура, но терпит неудачу. Эта информация необходима для успеха заговора, поэтому он нанимает Пег Уильямс, чтобы она соблазнила Декатура и благодаря этому получила разведданные.
У заговорщиков не получается одурачить Декатура, который по приказу своего начальника подыгрывает шпионам, не раскрывая своих целей даже друзьям или семье. Его отдают под военный трибунал, лишают звания и увольняют из ВМФ после того, как он ударил адмирала. Связь с Уильямс отдаляет его от жены, но завоевывает доверие Хисстона и других шпионов. Когда заговорщики готовы осуществить свой план, он отправляется с ними в Панаму. Он пресекает их попытку саботажа, спасая канал и флот. Затем его восстанавливают на службе в ВМФ, он воссоединяется с женой и получает благодарность от нации за свой героизм.

## В ролях
| Актёр            | Роль                  |
| ---------------- | --------------------- |
| Эдмунд Лоу       | капитан Декатур       |
| Альма Телл       | миссис Ричард Декатур |
| Марта Мэнсфилд   | Пег Уильямс           |
| Бетти Джевел     | Долорес               |
| Флоренс Мартин   | горничная Пег         |
| Бела Лугоши      | Бенедикт Хисстон      |
| Карл Харбо       | Менхен                |
| Мартин Фауст     | Кордова               |
| Гордон Макэдвард | Гирдли                |
| Байрон Дуглас    | адмирал Невинс        |
| Теодор Бабкок    | адмирал Мид           |
| Джордж Лесси     | мистер Коллинз        |
| Уоррен Кук       | посол Мендисабаль     |
| Генри Арметта    | Педро                 |
| Роджерс Кин      | Джек Декатур          |
| Уэс Дженкинс     | дворецкий             |
| Кейт Бланк       | миссис Невинс         |
| Элизабет Фоли    | Джилл Декатур         |

## Производство
«Бесшумная команда» является первым американским фильмом в карьере Белы Лугоши, но это не первый фильм с участием Лугоши, который демонстрировался в кинотеатрах США. В 1922 году под названием «Дочь ночи» в США вышла в прокат укороченная версия немецкой картины «Танец на вулкане» (1920). Подобным образом компания Mingo Pictures выпустила сокращённую версию немецкого фильма с Лугоши «Кожаный Чулок» (1920), причём некоторые издания полагали, что Mingo действительно спродюсировала этот фильм; под названием «Зверобой» этот фильм был показан 15 ноября 1922 года. Оба этих фильма ещё были в прокате к тому времени, когда начались съёмки «Бесшумной команды».
Уильям Фокс основал кинокомпанию Fox Film Corporation в 1915 году. Сам же он родился в 1879 году в городе Тольчва в Венгрии. Его семья эмигрировала в Америку, когда ему было меньше года. Фокс вырос в венгерской общине Нью-Йорка, и, возможно, именно так он узнал о Лугоши. В 1920 году Лугоши эмигрировал в США и активно начал играть в театральных постановках для венгерской публики.
Руфус Кинг, позже прославившийся своими детективными романами, написал оригинальный сюжет для «Бесшумной команды», который был адаптирован в сценарий Энтони Полом Келли. Фильм был задуман как пропагандистский, чтобы стимулировать поддержку населением расширения военно-морского флота Соединенных Штатов и был снят при сотрудничестве и поддержке ВМС. Рекламный промоутер компании Fox Film Уэллс Хокс, возможно, был ответственен за эту договоренность, поскольку он ранее уже работал в качестве рекламного агента ВМС.

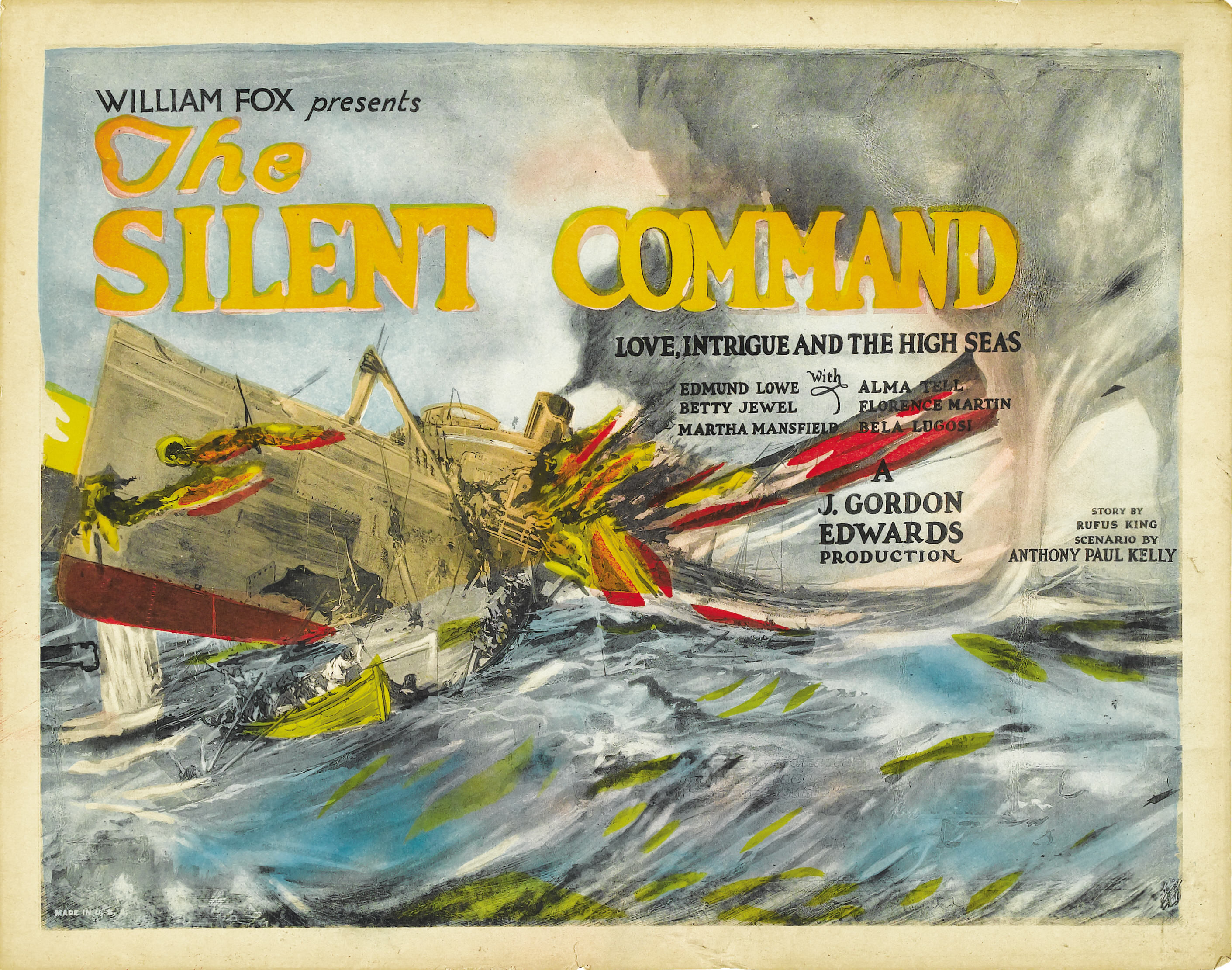
Лобби-карта фильма.

Режиссёром «Бесшумной команды» стал актёр и режиссёр Дж. Гордон Эдвардс. Фокс считал его «идеальным». Они уже много лет работали вместе, Эдвардс снял такие фильмы с Тедой Барой, как «Камилла» (1917), «Клеопатра» (1917) и «Саломея» (1918). Лугоши был приглашён в фильм на роль главного злодея.
В декабре 1922 года Лугоши сыграл главную роль в пьесе «Красный мак» в Гринвич-Виллидж. Пьеса шла плохо, но Лугоши, сыгравший роль бандита-испанца, получил высокую оценку критиков. Благодаря этой роли он получил роль Хисстона в «Бесшумной команде». Для съёмок экстерьеров Эдвардс, Лугоши, Эдмунд Лоу, Генри Арметта и другие отправились из Нью-Йорка в Панаму 21 февраля 1923 года. Именно там Эдвардс снял сцены драк на борту корабля между Лугоши и Лоу. Спустя десятилетие Лугоши с Лоу снимутся вместе ещё в четырёх фильмах: «Женщины всех наций» (1931), «Чанду волшебник» (1932), «Дар болтовни» (1934) и «Побеждает лучший» (1935). Сцены в штаб-квартире Хисстона (или, по крайней мере, её экстерьеры), также были сняты во время поездки. Кроме того, с разрешения и при содействии ВМС США съёмочная группа снимала в Панамском канале. 15 марта 1923 года съёмочная группа поднялась на борт судна S.S. Metapan чтобы вернуться в Америку. Затем Эдвардс снимал интерьеры в Нью-Йорке на восточных студиях Fox. Марта Мэнсфилд снималась с Лугоши в последний год своей жизни; на съёмках фильма «Уоррены из Вирджинии» (1924) её костюм загорелся, 30 ноября 1923 года она умерла от ожогов. К концу июня 1923 года фильм «Бесшумная команда» перешёл на стадию постпродакшна. Съёмки завершились приблизительно 22 июня.
В титрах фильма имя Лугоши было написано неправильно — «Бело» (англ. Belo). На плакатах и рекламных материалах фильма его имя уже написано правильно — «Бела».

## Релиз

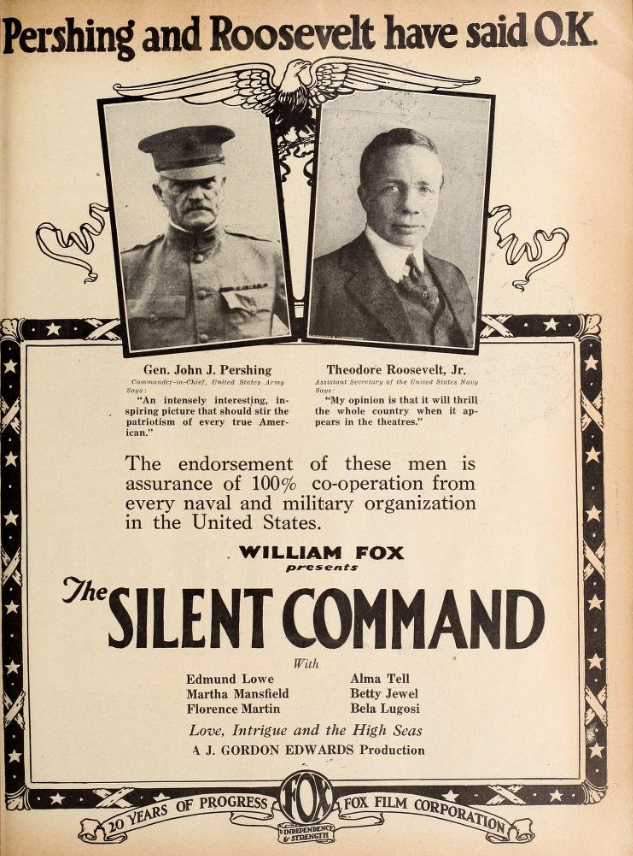
Реклама фильма в одном из журналов, в ней использованы положительные отзывы от Джона Першинга и Теодора Рузвельта-младшего.

Перед официальным выходом фильма Fox показал «Бесшумную команду» ряду официальных лиц Вашингтона. Среди них был и Теодор Рузвельт-младший, помощник министра военно-морского флота, который 31 июля 1923 года отправил киностудии записку в которой написал: «В своём фильме вы ясно показываете огромное значение для нашей страны военно-морского флота и Панамского канала. То, что вы сделали, имеет реальную образовательную ценность, и я надеюсь, что фильм будет широко показан по всей стране». В знак уважения к американскому флоту фильм был показан во многих городах в рамках празднования Дня военно-морского флота 27 октября, который также совпал с годовщиной рождения Теодора Рузвельта. Годы спустя, в рекламном интервью для фильма «Возвращение Чанду» (1934), Бела Лугоши отметил иронию в том, что он пропагандирует расширение военно-морского флота, в то время как его родная страна, Венгрия, не имеющая выхода к морю, «не имеет флота и не нуждается в нем»! В дополнение к обычному набору постеров и лобби-карточек, рекламный буклет также рассказывал о новеллизации фильма объемом 15 тысяч слов, которая могла быть опубликована в местных газетах, глава за главой, чтобы помочь создать предварительный ажиотаж.
Чикагский театр «Монро» показал «Бесшумную команду» 31 августа 1923 года, но официальная премьера фильма состоялась в Центральном театре Нью-Йорка 2 сентября 1923 года. Были напечатаны специальные 24-листовые рекламные буклеты, более 300 штук для Нью-Йорка и примерно вдвое меньше для Чикаго. Из одиннадцати основных ежедневных газет Манхэттена только Times и Post отнеслись к фильму с сомнением. Большинство критиков высоко оценили патриотическую составляющиую фильма и боевые сцены. Рассказывали даже, что большая делегация представителей военно-морского флота, присутствовавшая на нью-йоркской премьере, чувствовала то же самое. В рекламных статьях о фильме рассказывалось, что в фойе кинотеатров выставлялось военно-морское оборудование, на показы приглашали местных офицеров по вербовке в ВМФ, а бесплатные билеты отдавали людям за лучшее патриотическое сочинение. Была даже статья, в которой предлагалось за относительно небольшую сумму нанять автомобиль с заниженной подвеской и плотника, который построил бы напоминающий корабль кузов из досок.
Некоторые кинотеатры сами придумывали различные мероприятия к премьере фильма. Например, когда 9 декабря 1923 года в Филадельфии состоялась премьера фильма, в кинотеатре была показана программа, подготовленная при участии офицеров военно-морского флота, расквартированных на острове Лига. Вербовщики ВМС в Чикаго разместили объявления следующего содержания: «Вступайте в ряды ВМС США и посмотрите мир. Прежде чем отправиться в путешествие, ознакомьтесь с „Бесшумной командой“». А театр Fox Terminal в Ньюарке, штат Нью-Джерси, украсил вход и фойе флагами и бантами, напоминающими американский флаг.
Возможно, самый необычный показ состоялся в Беллере, штат Огайо, где менеджер кинотеатра сообщил: «Некоторые сцены шторма на море были взяты из новостей Fox о шторме в Чили, и мы показывали еженедельные новости в тот же вечер, что и художественный фильм, с идентичными сценами маленького судна, оказавшегося во власти шторма». Студии эпохи классического Голливуда регулярно использовали для своих новых фильмов стоковые кадры мест и событий, которые было слишком сложно или дорого снимать. Но крайне редко зрители могли видеть стоковые кадры в их оригинальном контексте на том же показе, где они были использованы в фильме.
Фильм «Бесшумная команда» был выпущен как минимум в двух вариантах. .На премьере в Нью-Йорке он представлял собой восьмикатушечный фильм продолжительностью 91 минута. Однако версия, показанная ранее в Чикаго, была на 18 минут короче, что позволило сократить фильм до семи катушек. Эта продолжительность фильма использовалась для большинства последующих релизов. Владелец кинотеатра Х. Т. Ходж утверждал, что показывал девятикатушечную версию в театре Palace в Абилине, штат Техас. Некоторые версии фильма были выпущены как частично цветные с тонированными сценами.
Фильм также был выпущен в прокат и в других странах, включая Австралию и Кубу в 1924 году, а под названием His Country он вышел в прокат во Франции.
В отличие от большинства фильмов Эдвардса, копии «Бесшумной команды» хранятся в трёх архивах: Музее Джорджа Истмена, Отделе кино Музея современного искусства и брюссельском киноархиве Cinematek. Grapevine Video выпустила фильм на VHS в 1999 году, а в 2005 году выпустила издание на DVD. 1 января 2019 года фильм стал общественным достоянием в США и стал доступен в свободном доступе в Internet Archive.

## Критика
Exhibitors Herald похвалили фильм за «стремительно развивающийся» сюжет и в особенности выделили роли Лоу и Лугоши. Примерно то же самое о фильме сказал и рецензент журнала The Moving Picture World, отдельно отметив саспенс и неожиданный поворот в фильме, «постоянное увеличение темпа [фильма] вплоть до захватывающей кульминации». Exhibitors Trade Review назвало фильм «хорошим развлечением». Газета The Film Daily, как и все остальные издания, похвалила фильм, отдельно отметив Белу Лугоши, назвала его «убедительным злодеем».

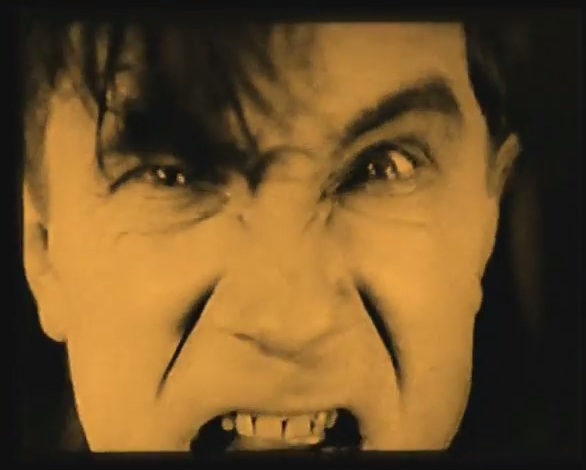
Кадр из фильма. Глаза Белы Лугоши показанные крупным планом.

Биографы Белы Лугоши Гари Дон Родс и Билл Каффенбергер отмечают, что хоть Лугоши и играл второстепенную роль, сцена его драки с Лоу «стремительная и захватывающая», а смерть Хисстона «остаётся убедительной». Они также называют «захватывающим» «экстремально крупный» план глаз Лугоши, и говорят о том, что он предвосхищает аналогичные в фильмах «Дракула» (1931), «Белый зомби» (1932) и «Невеста монстра» (1955). В наше время Лугоши является самым известным актёром этого фильма, но на момент его выхода в прокат критики по всей стране на удивление мало о нем отзывались. Наиболее развёрнутые комментарии о его игре появились в нью-йоркской венгерско-американской газете Amerikai Magyar Nepszava, рецензент писал, что единственным значимым моментов в фильме было появление Лугоши. Лугоши «сыграл мощно и ярко, что больше напоминало театральную игру, чем игру в кино», критик пишет, что в «фильме он выглядит великолепно». «Он был лучшим и самым выдающимся среди актёров. Его игра — сильная сторона фильма, поэтому его стоит посмотреть», — завершил критик свою рецензию.
Менее любезным в своей рецензии был Billboard, который сообщил читателям: «Это такая картина, из-за которой зритель начинает бояться, что оркестр будет играть „Звездно-полосатое знамя“ каждые несколько минут».
В маленьких городах и сельской местности Америки «Бесшумня команда» показала себя лучше, чем в крупных городах.